# Glencore
Glencore – szwajcarska spółka akcyjna założona pod nazwą Marc Rich & Co. w 1974, w 1994 przekształcona w Glencore. Jedna z największych na świecie firm dostarczających surowce mineralne i jedna z największych, której akcje należą do wąskiej grupy udziałowców-pracowników. Jest szóstą pod względem przychodów w Europie (76 miliardów dolarów w 2006 roku). Według gazety  The Sunday Times w 2004 kapitał własny przedsiębiorstwa wynosił  10,9 miliarda dolarów. Przychód (EBIT) w 2022 wzrósł do 24 mld USD. Jego działalność mieści się w trzech branżach:
- energetycznej
- metalurgicznej
- agronomicznej

a zasięgiem obejmuje 40 krajów, gdzie zatrudnia 135 tys. pracowników.